# جان بی. اندرسون
جان بی اندرسون با نام کامل جان بیارد اندرسون (انگلیسی: John B. Anderson); (زاده: ۱۵ فوریه ۱۹۲۲ - درگذشته: ۳ دسامبر ۲۰۱۷) یک نماینده کنگره آمریکا و نامزد ریاست جمهوری از ایالت ایلینوی بود. به عنوان عضو حزب جمهوری‌خواه او حوزه انتخابیه شانزدهم ایلینوی را از ۱۹۶۱ تا ۱۹۸۱ نمایندگی کرد. در سال ۱۹۸۰ او به عنوان یک کاندید سیاسی مستقل در انتخابات ریاست جمهوری شرکت نمود، و ۶٫۶٪ از آرای مردمی را به خود اختصاص داد.

## فعالیت‌ها
اندرسون در راکفورد، ایلینوی متولد شد. آندرسون در سال ۱۹۴۳ در ارتش ثبت نام کرد و در پایگاه‌های ایالات متحده در فرانسه و آلمان خدمت کرد، وی بعد از پایان جنگ جهانی دوم برای تکمیل تحصیلاتش به وطن بازگشت و در نهایت موفق به اخذ درجه دکترا از دانشکده حقوق دانشگاه ایالتی ایلینوی در سال ۱۹۴۶ شد. وی پس از مدتی کوتاه خدمت در امور بین‌المللی ایالات متحده، به عنوان نماینده ایلینوی در انتخابات ایالتی حوزه وینبنگو برنده شد. او در انتخابات مجلس نمایندگان در سال ۱۹۶۰ در یک حوزه بسیار قوی جمهوریخواه پیروز شد. در ابتدا یکی از محافظه‌کارترین اعضای مجلس نمایندگان بود، دیدگاه‌های اندرسون در دهه ۱۹۶۰ به خصوص در مورد مسائل اجتماعی تعدیل شد. او در سال ۱۹۶۹، رئیس نمایندگان جمهوری‌خواه کنگره آمریکا شد و تا سال ۱۹۷۹ در این جایگاه قرار داشت، او به شدت از جنگ ویتنام و همچنین اقدامات رئیس‌جمهور ریچارد نیکسون در جریان رسوایی واترگیت انتقاد کرد.

## انتخابات ریاست جمهوری
اندرسون در سال ۱۹۸۰ به عنوان کاندید نخست جمهوریخواهان در انتخابات ریاست جمهوری شرکت کرد. او برنامه مبارزات انتخاباتی خود را برای افزایش مالیات بر بنزین در حالی که مالیات‌های اجتماعی را کاهش می‌دهد عنوان کرد. او خود را به عنوان مدعی نامزدی در مقدمات اولیه معرفی کرد، اما در نهایت از دور رقابتهای جمهوریخواهان خارج شد.

## پس از انتخابات
پس از انتخابات، وی حرفه وکالت خود را از سر گرفت و در سال ۱۹۹۲ در تأسیس فیرووت FairVote (رای منصفانه که قبلاً به مرکز رای‌گیری و دموکراسی موسوم بود) کمک کرد، سازمانی که از اصلاحات انتخاباتی ایالات متحده حمایت می‌کند. او در سال ۲۰۰۰ رالف نادر را تأیید کرد و به حزب عدالت در سال ۲۰۱۲ کمک کرد. او در اوت ۲۰۱۴ از یک کمپین انتخاباتی مجمع پارلمانی سازمان ملل متحد (UNPA) حمایت کرد.

## درگذشت
اندرسون در ۳ دسامبر ۲۰۱۷ در سن ۹۵ سالگی در واشینگتن دی سی به مرگ طبیعی درگذشت.